# AVIC Cloud Shadow
Cloud Shadow (кит. 云影) — китайский разведывательно-ударный БПЛА, разработанный Aviation Industry Corporation of China и впервые показанный на Чжухайском авиасалоне в ноябре 2016 году.

## Описание
Cloud Shadow оснащён турбореактивным двигателем WP-11C и поставляется в двух комплектациях: разведывательно-ударная (максимальная скорость 550 км/ч, шесть узлов подвески, полезная нагрузка до 400 кг) и разведывательно-наблюдательная (максимальная скорость 620 км/ч, полезная нагрузка до 200 кг). Cloud Shadow является первым стелс-БПЛА КНР: форма и материалы фюзеляжа обеспечивают его малозаметность для радара. По своим характеристикам БПЛА сравним с  General Atomics Avenger.

## Характеристики
- Потолок: 14 км
- Автономность: 6 часов
- Дальность: 290 км
- Длина: 9 метров
- Высота корпуса: 3,66 м
- Размах крыльев: 17,8 м
- Грузоподъёмность: до 200 кг (до 400 кг в ударной конфигурации)
- Вес при взлёте: 3000 кг
- Скорость: 620 км/ч (550 км/ч в ударной конфигурации)
- Двигатель: турбореактивный WP-11C